# عزيز كندي
عزيز كندي هي قرية في مقاطعة هشترود، إيران. عدد سكان هذه القرية هو 314 في سنة 2006.